# Kervaire-Milnor-Gruppe
Eine Kervaire-Milnor-Gruppe ist im mathematischen Teilgebiet der Differentialtopologie eine die Existenz von glatten Strukturen auf topologischen Mannigfaltigkeiten und stückweise linearen oder kurz PL-Mannigfaltigkeiten (englisch piecewise linear) kontrollierende Gruppe, welche durch die orientierten h-Kobordismusklassen von Homotopiesphären gegeben ist. In allen anderen außer drei und vier Dimensionen gibt diese zudem die Anzahl der möglichen glatten Strukturen auf den Sphären an, also die Anzahl der exotischen Sphären. Bei der verwandten Frage nach Obstruktionen für die Existenz einer stückweise glatten Struktur oder kurz PL-Struktur auf einer topologischen Mannigfaltigkeit ist dagegen die Kirby-Siebenmann-Invariante entscheidend, welche weitaus einfacher ist. Benannt sind die Kevaire-Milnor-Gruppen nach dem französischen Mathematiker Michel Kervaire und dem US-amerikanischen Mathematiker John Milnor, welche diese im Jahr 1962 eingeführt haben. (Das Paper sollte ursprünglich nur der erste Teil sein, jedoch erschien nie ein zweiter Teil.)

## Definition
Eine wichtige Eigenschaft der Sphäre ist ihre Neutralität in der verbundenen Summe. Zur Erweiterung dieser Monoidstruktur mit einer Verknüpfung und einem neutralen Element ist die Einschränkung auf Mannigfaltigkeiten notwendig, bei denen eine verbundene Summe wieder eine Sphäre ergeben kann, also welche intuitiv gesehen keine Löcher aufweisen. Möglich ist dies mit Homotopiesphären, den geschlossenen glatten Mannigfaltigkeiten mit dem gleichen Homotopietyp wie eine Sphäre, wobei jedoch eine Einschränkung auf ihre h-Kobordismusklassen für die Anwendung sinnvoll ist. Inversion ist nun durch den Orientierungswechsel einer orientierbaren Mannigfaltigkeit gegeben, wodurch sich eine Gruppenstruktur ergibt.
Eine alternative Definition ergibt sich in höheren Dimensionen durch die Beschreibung von topologischen, stückweise linearen und glatten Strukturen. Es seien jeweils {\displaystyle \operatorname {Top} _{n}} die topologische Gruppe der Homöomorphismen, {\displaystyle \operatorname {PL} _{n}} die topologische Gruppe der PL-Homöomorphismen und {\displaystyle \operatorname {Diff} _{n}} die topologische Gruppe der Diffeomorphismen des euklidischen Raumes {\displaystyle \mathbb {R} ^{n}}. Über den induktiven Limes ergeben sich daraus jeweils Gruppen {\displaystyle \operatorname {Top} }, {\displaystyle \operatorname {PL} } und {\displaystyle \operatorname {Diff} } (welche homotopieäquivalent zur unendlichen orthogonalen Gruppe {\displaystyle \operatorname {O} (\infty )} ist), deren klassifizierende Räume gebildet werden können. Für eine topologische Mannigfaltigkeit {\displaystyle X} ist ihr Tangentialbündel {\displaystyle TX} ebenfalls eine topologische Mannigfaltigkeit, welche durch eine stetige Abbildung {\displaystyle X\rightarrow \operatorname {BTop} } klassifiziert wird. Analog gilt dies für eine PL-Mannigfaltigkeit mit einer stetigen Abbildung {\displaystyle X\rightarrow \operatorname {BPL} } und eine glatte Mannigfaltigkeit mit einer stetigen Abbildung {\displaystyle X\rightarrow \operatorname {BDiff} }. Dabei drücken die kanonische Einbettung {\displaystyle \operatorname {BDiff} \hookrightarrow \operatorname {BPL} \hookrightarrow \operatorname {BTop} } aus, dass jede glatte Mannigfaltigkeit eine PL-Mannigfaltigkeit und jede PL-Mannigfaltigkeit eine topologische Mannigfaltigkeit ist.
Nun sind die Kevaire-Milnor-Gruppen alternativ gegeben durch die Homotopiegruppen der Faktorgruppe {\displaystyle \operatorname {PL} /\operatorname {Diff} } oder der Faktorgruppe {\displaystyle \operatorname {Top} /\operatorname {Diff} }:
{\displaystyle \Theta _{n}\cong \pi _{n}\left(\operatorname {PL} /\operatorname {Diff} \right)\cong \pi _{n}\left(\operatorname {Top} /\operatorname {Diff} \right)}
für {\displaystyle n\geq 5}.

## Beispiele
Einige niedrigdimensionale Kervaire-Milnor-Gruppen sind gegeben durch:
{\displaystyle \Theta _{1}\cong 1}
{\displaystyle \Theta _{2}\cong 1}
{\displaystyle \Theta _{3}\cong 1}
{\displaystyle \Theta _{4}\cong 1}
{\displaystyle \Theta _{5}\cong 1}
{\displaystyle \Theta _{6}\cong 1}
{\displaystyle \Theta _{7}\cong \mathbb {Z} _{28}}
{\displaystyle \Theta _{8}\cong \mathbb {Z} _{2}}
{\displaystyle \Theta _{9}\cong \mathbb {Z} _{2}^{2}}
{\displaystyle \Theta _{10}\cong \mathbb {Z} _{6}}
{\displaystyle \Theta _{11}\cong \mathbb {Z} _{992}}
{\displaystyle \Theta _{14}\cong \mathbb {Z} _{2}}
{\displaystyle \Theta _{16}\cong \mathbb {Z} _{2}}
{\displaystyle \Theta _{61}\cong 1}
Nach der Konstruktion von Milnor-Sphären von John Milnor im Jahr 1956 war bereits bekannt, dass Kevaire-Milnor-Gruppen nicht trivial sein müssen, wobei sich erst in den folgenden Jahren das Resultat {\displaystyle \Theta _{7}\cong \mathbb {Z} _{28}} ergab. Dabei wurde die exotische Sphäre, welche diese generiert, vom deutschen Mathematiker Egbert Brieskorn als Spezialfall der Brieskorn-Mannigfaltigkeiten im Jahr 1966 konstruiert. Diese weist weitere einzigartige Eigenschaften auf und wird als Gromoll-Meyer-Sphäre bezeichnet.
Es ist weiterhin unbekannt (im Jahr 2024), ob es exotische Sphären in vier Dimensionen gibt, wobei das Resultat {\displaystyle \Theta _{4}\cong 1} darüber keine Aussage zulässt. Dies liegt daran, dass die Kevaire-Milnor-Gruppen nur für {\displaystyle n\neq 3,4} auch die Diffeomorphismusklassen der Sphären angeben. Oft wird mit {\displaystyle {\overline {\Theta }}_{n}} die Menge der Diffeomorphieklassen von Homotopiesphären bezeichnet, für welche die kanonische Vergissabbildung {\displaystyle {\overline {\Theta }}_{n}\rightarrow \Theta _{n}} eben für {\displaystyle n\neq 3,4} bijektiv ist.

## Eigenschaften
- Alle Kervaire-Milnor-Gruppen sind endlich. Michel Kervaire und John Milnor bewiesen dies noch im Paper der Einführung für den Fall {\displaystyle n\neq 3},[7] wobei der Fall {\displaystyle n=3} erst durch den Beweis der Poincaré-Vermutung vom russischen Mathematiker Grigori Perelman im Jahr 2002 gelöst wurde.
- {\displaystyle \Theta _{1}}, {\displaystyle \Theta _{3}}, {\displaystyle \Theta _{5}} und {\displaystyle \Theta _{61}} sind die einzigen trivialen Kervaire-Milnor-Gruppen in ungeraden Dimensionen.[8]